# FTM Magazine
FTM Magazine est un groupe basé à Rochester qui représente spécifiquement les hommes trans FTM (female to male). Le magazine permet à la fois aux personnes transmasculines de partager leur expérience, mais aussi de lire d'autres récits de personnes connaissant ce vécu.

## Structure du site web
Le contenu du site web officiel a différentes catégories : « actualité », « culture », « communauté », et « transition ».
Les sujets les plus populaires comprennent la mode, la remise en forme, les histoires de la communauté, les interviews, les conseils et les critiques.

## Économie
Le groupe fait de la publicité par le biais des entreprises inter-communautaires et alliées, plutôt que via des bannières ou des publicités type pop-up.
Le groupe a un financement stable, grâce notamment à la vente de t-shirts à partir de leur ligne de vêtements.

## Histoire
FTM Magazine a d'abord été fondé en novembre 2013. Jason Robert Ballard est le chef de la direction, qui a dirigé le groupe de façon indépendante les trois premières années. Le site a ensuite été lancé en janvier 2014.
Dans le numéro d'avril 2015, le magazine a publié une photo du modèle Aydian Dowling en recréant la célèbre photo du nu d'Adam Levine qui fut exposée au Cosmopolitan (Royaume-Uni) sensibiliser au cancer des testicules et de la prostate. À la suite de cette photo devenue très populaire et virale, le magazine a lancé sa ligne de vêtements : « This is what trans looks like ».
Étant un groupe exclusivement binaire, le groupe a dû faire face à un contre-coup dont la préoccupation fut reportée pour l'automne 2017 ; le groupe cherche maintenant à atteindre un public plus large. Le magazine planifie de créer des rubriques dans différentes langues pour les pays extérieurs aux États-Unis.

### Publications
| Date           | Thème                                       | Couvrir                                     |
| -------------- | ------------------------------------------- | ------------------------------------------- |
| Printemps 2014 | Le problème fondateur                       | Jason Robert Ballard                        |
| Été 2014       | Giovanni Carlo                              |                                             |
| Automne 2014   | La question YouTube                         | Skylar Kergil                               |
| Hiver 2015     | Musculation                                 | Shawn Stinson                               |
| Printemps 2015 | Photo virale                                | Aydian Dowling                              |
| Été 2016       | Web série                                   | Sept Roi, Emmett Jack Lundberg et Jake Graf |
| Automne 2016   | Documentaire : Transgender, At War And Love | Logan Irlande                               |
| Hiver 2016     | Laith Ashley                                |                                             |
| Printemps 2017 | Tiq Milan                                   |                                             |
| Été 2017       | Malcolm René Ribot                          |                                             |

### Articles
Le fondateur et chef de la direction de FTM Magazine est Jason Robert Ballard. Jason a publié un récit autobiographique sur le site du New York Times. Il a écrit à propos de ses expériences personnelles d'homme trans FTM lui-même. Il a dit que son inspiration pour le magazine découle du soutien qu'il a reçu de sa propre famille et de ses amis. Il a également reconnu qu'il y a un long chemin à parcourir pour que les personnes trans soient visibles et « normalisées » aux yeux du public et des médias.
Le 23 juin 2014, un article écrit par Mitch Kellaway intitulé « LOOK: Will This Magazine Become the GQ of Trans Men? » a été publié sur le site web « Advocate ». L'article évoque la vision du chef de la direction Jason Robert Ballard pour le magazine. Dans l'interview, Jason mentionne que l'idée de départ lui était venue en lisant le magazine GQ, d'où le titre de l'article.
Un article sur le site web Daily Mail, publié le 23 février 2015 par Oliver O'Connell, intitulé « Transgender model recreates Adam Levine's nude photo to break the stigma of what a female-to-male body can look like » mentionne que la photo recréée du nu d'Adam Levine pour briser la stigmatisation de ce à quoi ressemble le corps d'un homme trans reste la couverture la plus célèbre de FTM Magazine à ce jour.

## Personnel notable

### Rédacteurs
- Jason Robert Ballard - directeur général de FTM Magazine
- Chris Rhodes - Fondateur de Flavnt, ligne de vêtements trans
- Malcolm R Ribot - voyageur FTM
- Maxwell Hunter
- Dash Hudson
- Leo Reichstetter
- Gabriel Coppersan
- Des écrivains invités - de nombreux articles publiés dans FTM Magazine sont écrits par des écrivains invités. Il existe des rubriques pour les écrits des écrivains invités, qui seront ensuite édités et publiés.

### Éditeurs
- Kate White

### Sponsors
- « Heart on Toys »(Archive.org • Wikiwix • Archive.is • Google • Que faire ?) (consulté le 9 juillet 2017).
- The Self Made Men.
- This is What Trans Looks Like.